# Rotax 912
Rotax 912 štiritaktni bencinski  letalski motor avstrijskega proizvajalca ROTAX. Štirje cilindri so v protibatni (bokser) konfiguraciji. Hlajenje je kombincija vodnega in zračnega. Velike obrate motorja znižuje reduktor. Največ se uporablja za ultralahka, športna in brezpilotna letala. Gorivo je navaden avtomobilski bencin, lahko pa tudi letalski becin Avgas 100LL.

## Razvoj
Sprva zo razvili 80 KM motor z delovno prostornino 1211 kubičnih centimetrov in kompresijo 9,1:1. Potem so razvili model 912S, ki razvija 100 KM in ima prostornino 1352 ccm in večjo kompresijo 10,4:1, masa motorja se je povečala le za nekaj kilogramov. 100 KM verzija se uporablja v letalih kot npr. Flight Design CTSW, Tecnam P2002 Sierra in Titan T-51 Mustang. 80 KM se uporablja v Pipistrel Sinusu in Urban Air Lambada.
Motor se razlikuje od npr. zračno hlajenega Lycoming O-235, da ima vodno hlajene glave, avtomatski sistem dovajanja goriva, manjšo delovno prostornino, večjo kompresijo in reduktor z razmerjem 2,43:1. 5800 obratov motorja se zniža na okrog 2400 obratov propelerja. 912 ima dva vplinjača, na nekaterih različicah pa elektronski direktni vbrizg goriva. 912 je tudi okrog 40 kilogramov lažji od O-235 in ima manjšo porabo goriva. 912 uporablja črpalko za olje t. i. Dry Sump sistem isto kot O-235.
Sprva so imeli motorji 912 krajše čase med kompletnim renoviranjem (ang, TBO: Time Between Overhaul), najprej 1200 do 1500 ur, kasneje pa so povečali na 2000 ur..
Marca 2012 je družba oznanila novo različico  912 iS: 100 KM verzijo z direktnim vbrizgom in elektronskim krmiljenjem. Imela bo 2000 TBO.
914 je močnejša verzija z 115 konji.
Barve ohišja cilindrov označujejo moč motorja: črna 80 KM, zelena 100 KM in rdeča 115 KM.

## Tehnične specifikacije
Rotax 912 UL/A/F
- Tip: 4-valjni bokser, 4-taktni, zračno in vodno hlajeni batni motor
- Premer valja: 79.5 mm (3,13 in)
- Hod valja:' 61 mm (2,40 in)
- Delovna prostornina: 1211,2 cm3 (73,91 in3)
- Dolžina: 561 mm (22,1 in)
- Širina: 576 mm (22,7 in)
- Masa: 60 kg (132,3 lb) with electric starter, carburetors, fuel pump, air filters and oil system
- Vrsta goriva: neosvinčeni 87 oktanski AKI (Kanada/ZDA) / 90 oktanski RON (Evropa) ali več. AVGAS 100 LL uporaba ni priporočljiva
- Oljni sistem: s črpalko
- Hlajenje: vodno hlajene glave cilindrov, zračno hlajeni cilindri
- Moč: 59,6 kW (79,9 hp) at 5.800 rpm
- Specifična moč: 48,71 kW/L
- Kompresijsko razmerje: 9:1
- Poraba goriva: 15.0 l/h pri 5.000 rpm (75% moč)
- Specifična poraba goriva: 285 g/(kW·h) pri 5.500 rpm
- Razmerje moč/teža: 980 W/kg

## Uporaba
- 3I Sky Arrow
- 3Xtrim 3X55 Trener
- Acrolite
- Advanced Aeromarine Buccaneer II
- Aero Adventure Aventura II & XLR
- AeroAndina MXP-150 Kimbaya
- AeroAndina MXP-158 Embera
- Aero & Tech Nexth
- Aero AT-3
- Aero Bravo Bravo 700
- Aero Bravo Sky Ranger
- Aerocomp VM-1 Esqual
- Aeroflying Sensation
- Aero-Kros MP-02 Czajka
- Aeroprakt A-20
- Aeroprakt A-22
- Aeroprakt A-28 Victor
- Aeroprakt A-36 Vulcan
- Aeros-2
- Aeros Cross Country
- Aerosette MH-46 Eclipse
- Aerostar R40S Festival
- Aeros UL-2000 Flamingo
- Aeropilot Legend 540
- Aerospool WT9 Dynamic
- Aero Synergie J300 Joker
- Aero Synergie Jodel D20
- Airbet Girabet
- Airborne Edge
- Airborne XT
- Air Command Tandem
- Air Copter A3C
- Air Creation Clipper
- Air Creation Skypper
- Air Creation Tanarg
- Airflow Twinbee
- AirLony Skylane
- AirMax SeaMax
- Airo 1
- Airtrike Eagle 5
- Alisport Yuma
- Alpi Pioneer 200
- Alpi Pioneer 300
- AMD Zodiac
- AAC Seastar Sealoon
- Anglin J6 Karatoo
- Antares MA-34
- Antonov T-2M Maverick
- Apollo Delta Jet
- Apollo Fox
- Apollo Jet Star
- Apollo Monsoon
- Apollo Racer GT
- Aquila A 210
- ARV Griffin
- ARV Super2 (aftermarket installation)
- ATEC 122 Zephyr 2000
- ATEC 212 Solo
- ATEC 321 Faeta
- Australian Aircraft Kits Hornet STOL
- Australian Lightwing GR 912
- Australian Lightwing SP-2000 Speed
- AutoGyro MT-03
- AutoGyro Calidus
- AutoGyro Cavalon
- Avama Stylus
- Aveko VL-3 Sprint
- Aviadesign A-16 Sport Falcon
- Aviakit Vega
- Aviasouz Cruise
- Aviastroitel AC-5MP
- Aviate Raptor
- AVIC Lucky Bird
- Avid Flyer
- AV Leichtflugzeuge Vagabund
- BAaer Guri
- Bauer BAD-12 Gyrotrainer
- BDC Aero Puma
- Best Off Nynja
- Best Off Sky Ranger
- ASAP Chinook Plus 2
- B&F Fk9
- B&F Fk12
- B&F Fk14 Polaris
- Blackshape Prime
- Blue Yonder Merlin
- Blue Yonder Harvard
- Blue Yonder King Cobra
- Blue Yonder EZ Flyer
- Blue Yonder Twin Engine EZ Flyer
- BOT SC07 Speed Cruiser
- BRM Aero Bristell
- BRM Argos
- BRM Land Africa
- Bushcaddy R-80
- Bushcaddy R-120
- Buzzman L'il Buzzard
- Capella XLS
- Carlson Sparrow
- Celier Kiss
- Celier Xenon 2
- Celier XeWing
- CFM Shadow
- Chernov Che-25
- Coavio DF 2000
- Colomban MC-100 Ban-Bi
- Colyaer Freedom S100
- Colyaer Gannet S100
- Colyaer Martin3 S100
- Cosmos Phase III
- Criquet Storch
- CZAW Parrot
- CZAW SportCruiser
- Dallach Sunwheel
- DAR 21 Vector II
- Denney Kitfox
- Diamond DA20-A1 Katana
- Diamond HK36 Super Dimona
- Didier Pti'tAvion
- Distar UFM-13 Lambada
- Dorna Parandeh Abi
- Dova DV-1 Skylark
- Drachen Studio Kecur Royal 912
- DTA Combo
- DTA Evolution
- DTA Feeling
- Dyn'Aero MCR01
- Dyn'Aéro MCR4S
- Dyn'Aéro Twin-R
- Dynali H2S
- Eagle EA-100
- Egvoyager Voyager 203
- Ekolot JK-05L Junior
- Ekolot KR-030 Topaz
- ELA 07
- Elitar-202
- Elitar Sigma
- Etudes Andre Morin M85
- Euro-ALA Jet Fox
- Eurodisplay SR-01 Magic
- Euro Fly Flash Light
- Euro Fly FB5 Star Light
- Europa XS
- Evektor SportStar
- Evolution Revo
- Exkluziv Joker
- Falconar AMF-14H Maranda
- Fantasy Air Allegro
- FD-Composites ArrowCopter
- Fisher Dakota Hawk
- Flaeming Air FA 04 Peregrine
- Flight Design CTSW
- Flight Design MC
- Flight Team Twister
- Flying Legend Hawker Hurricane Replica
- Flying Machines FM250 Vampire
- Flying Machines FM301
- Flyitalia MD3 Rider
- Fly Synthesis Storch
- Fly Synthesis Syncro
- Fly Synthesis Texan
- FMP Qualt 201
- Foxcon Terrier 200
- G1 Aviation G1
- General Aviation Design Bureau T-32 Maverick
- Gidroplan Che-22 Korvet
- Glasair GlaStar
- Gobosh 700S
- Gobosh 800XP
- Golden Avio F30
- Golden Circle Air T-Bird
- HB-Flugtechnik Amigo
- HB-Flugtechnik Dandy
- HB-Flugtechnik Cubby
- Houde Bimax
- Humbert La Moto Du Ciel
- General Atomics MQ-1 Predator
- IAE VUT Marabou
- IAR-46
- Ibis GS-700 Magic
- Icarus F99 Rambo
- Icon A5
- ICP Amigo
- ICP Savannah
- ICP Vimana
- Ikarus C42
- Ikarus C52
- InterPlane Skyboy
- Ion Aircraft Ion
- Jihlavan Skyleader
- Junkers Profly Ultima
- Just Escapade
- Just Highlander
- Just Superstol
- Kappa 77 KP 2U-SOVA
- Keitek Streamer
- Klein Aeromobil
- Kohl Mythos
- Kolb Kolbra
- Kolb Mark III Xtra
- Kolb Slingshot
- Kubicek M-2 Scout
- Lamco Eurocub
- Laron Wizard
- LH-10 Ellipse
- Liberty XL2
- Light Wing AC4
- Lilienthal Bekas
- Lockwood Aircam
- Lockwood Super Drifter
- Magni M-14 Scout
- Mainair Blade
- Marawing 1-L Malamut
- Medway Av8R
- Medway EclipseR
- Medway SLA100 Executive
- Microleve Corsario
- Millennium Master
- Moyes Dragonfly
- MSL Aero H80
- M-Squared Breese
- Murphy Renegade
- New Avio C205
- Nexaer LS1
- Norman Aviation J6 Karatoo
- Norman Aviation Nordic II
- Norman Aviation Nordic VI
- Norman Aviation Nordic 8 Mini Explorer
- North American Rotorwerks Pitbull II
- North Wing Sport X2
- OSKBES MAI-208
- Pagotto Brako
- Pagotto Brakogyro
- P&M GT450
- Paradise P-1 LSA
- Pegasus EDA 100 Flamingo
- Pegasus Quantum
- Pegasus Quik
- Phantom II
- Phoenix Air Phoenix
- Piper Sport
- Pipistrel Alpha Trainer
- Pipistrel Sinus
- Pipistrel Virus
- Pro.Mecc Freccia Anemo
- Pro.Mecc Sparviero
- Quicksilver GT500
- RagWing RW19 Stork
- RagWing RW22 Tiger Moth
- RagWing RW26 Special II
- Rainbow Aerotrike
- Rainbow Cheetah
- Ramphos Trident
- Rans S-6 Coyote II
- Rans S-7 Courier
- Rans S-10 Sakota
- Rans S-11 Pursuit
- Rans S-12 Airaile
- Rans S-16 Shekari
- Rans S-19 Venterra
- Rans S-20 Raven
- Remos GX
- RMT Bateleur
- Roland Me 109 Replica
- Roland S-STOL
- Roland Z-602
- Roko Aero NG4
- Rossi Shuttle Quik
- SAB C-100 Vulcan
- Shark.Aero Shark
- Skyline SL-122 Pchelka
- Skyeton K-10 Swift
- Skyleader GP One
- Skyrider Stingray
- Summit 2
- Sunward Aurora
- S-Wing Swing
- Skyleader 200
- Sea and Sky Cygnet
- Slepcev Storch
- SlipStream Genesis
- Softeks V-24 Lastochka
- Solo Wings Aquilla
- Sport Copter Vortex
- Stellar Astra
- Taiwan Dancer TD-3
- Tecnam Astore
- Tecnam P 92
- Tecnam P 96
- Tecnam P2002
- Tecnam P2004
- Tecnam P2006T
- Tecnam P2008
- Terrafugia Transition
- Titan Tornado
- TL Ultralight TL-3000 Sirius
- TMM Avia T-10 Avia-Tor
- Trike Icaros Adventure S
- Trixy G 4-2 R
- ULBI Wild Thing
- Ultra-Leicht Flugtechnik Speedy Mouse
- Ultravia Pelican
- Urban Air Samba
- US Light Aircraft Hornet
- Van's Aircraft RV-12
- Vervoost FV-3 Delphin
- ViS Sprint
- ViS ViS-3
- Weller UW-9 Sprint
- Whisper Aircraft Whisper
- World Aircraft Spirit
- World Aircraft Vision
- Zenith STOL CH 701
- Zenith STOL CH 750